# Animetal Marathon II
Animetal Marathon II: Tokusatsu Collection (アニメタル・マラソンⅡ ～特撮編～ Animetaru Marason Tsū ~Tokusatsu Hen~?) Es el segundo álbum de banda de heavy metal japonés Animetal, lanzado en 1998. Este álbum se centra en los temas musicales de la serie tokusatsu de los años 1970 y 1980. Una versión karaoke de este álbum también fue lanzado.
"Let's Go! Rider Kick", "Fight! Kamen Rider V3", "Setup! Kamen Rider X", "Amazon is Here", "Song of Kamen Rider Stronger" y "Burn! Kamen Rider" se registraron por separado como un maratón EP titulado Tokusatsu de Ikou!
Al igual que el primer CD de maratón, algunas canciones incorporan riffs de guitarras de las conocidas canciones de hard rock y de heavy metal. Lo más notable es la "Fight! The Incredible Bibyoon,", que utiliza el riff de guitarra de Van Halen`s "Ain't Talkin' 'Bout Love."
Durante su lanzamiento inicial, Animetal Marathon II llegó con un segundo disco que contiene canciones de la banda para la película de 1997 del anime Rurouni Kenshin: Ishin Shishi he no Requiem.

## Listado de canciones

### Disco 1
1. "Theme of Animetal II (Bloodshed's Eulogy Beautiful Song)" (アニメタルのテーマII (流血の讃美歌) Animetaru no Tēma Tsū (Ryūketsu no San Mi Ka)?)
2. "Let's Go!! Rider Kick" (レッツゴー！！ライダーキック Rettsu Gō!! Raidā Kikku?, Kamen Rider)
3. "Fight! Kamen Rider V3" (戦え！仮面ライダーV3 Tatakae! Kamen Raidā Bui Surī?)
4. "Setup! Kamen Rider X" (セタップ！仮面ライダーX Setappu! Kamen Raidā Ekkusu?)
5. "Go Go Kikaider" (ゴーゴー・キカイダー Gō Gō Kikaidā?)
6. "Kikaider 01" (キカイダー０１ Kikaidā Zero Wan?)
7. "Robot Detective" (ロボット刑事 Robotto Keiji?)
8. "Fight, Inazuman" (戦えイナズマン Tatakae Inazuman?)
9. "Flash! Inazuman" (フラッシュ！イナズマン Furasshu! Inazuman?, Inazuman Flash)
10. "Shout, Arashi" (嵐よ叫べ Arashi yo Sakebe?, Henshin Ninja Arashi)
11. "Oh Wind, Oh Light" (風よ光よ Kaze yo Hikari yo?, Kaiketsu Lion-Maru)
  - Riff inicial de la guitarra se basa parcialmente en Heavy metal (is the law) de Helloween's ""
12. "Tetsujin Tiger Seven" (鉄人タイガーセブン Tetsujin Taigā Sebun?)
13. "Fight! Denjin Zaborger" (戦え！電人ザボーガー Tatakae! Denjin Zabōgā?)
  - Incorpora "Stand Up and Shout" de Dio's
14. "Go Rainbowman" (行けレインボーマン Ike Reinbōman?)
15. "Diamond Eye" (ダイヤモンドアイ Daiyamondo Ai?)
  - La tonada del bajo es una parodia del tema "Ace of Spades" de Motörhead's
16. "Condorman" (コンドールマン Kondōruman?)
  - Riff de la guitarra es una parodia del tema "Born to be Wild" de Steppenwolf's
17. "Spectreman Go Go" (スペクトルマン・ゴーゴー Supekutoruman Gō Gō?)
18. "My Home is the Earth" (故郷は地球 Kokyō wa Chikyū?, Silver Mask)
19. "Iron King" (アイアンキング Aian Kingu?)
20. "Blitzkrieg! Strada 5" (電撃！ストラダ５ Dengeki! Sutorada Faibu?)
  - Incorpora "Carry On" de Angra's "
21. "Wild 7" (ワイルドセブン Wairudo Sebun?)
22. "Our Barom One" (ぼくらのバロム１ Bokura no Baromu Wan?)
23. "The Victory! Akumaizer 3" (勝利だ！アクマイザー３ Shōri da! Akumaizā Surī?)
  - Incorpora "Madhouse" de Anthrax's
24. "Fight! Choujin Bibyun" (斗え！！超神ビビューン Tatakae! Chōjin Bibyūn?)
  - Incorpora "Ain't Talkin' 'Bout Love" de Van Halen's
25. "Shining Sun Kagestar" (輝く太陽カゲスター Kagayaku Taiyō Kagesutā?,  The Kagestar (ザ・カゲスター Za Kagesutā?))
26. "Fight Ninja Captor" (斗え忍者キャプター Tatakae Ninja Kyaputā?)
27. "Zubat of Hell" (地獄のズバット Jigoku no Zubatto?)
28. "Space Ironmen Kyodyne" (宇宙鉄人キョーダイン Uchū Tetsujin Kyōdain?)
29. "Oh!! Daitetsujin 17" (オー！！大鉄人ワンセブン Ō!! Daitetsujin Wan Sebun?)
30. "Space Sheriff Gavan" (宇宙刑事ギャバン Uchū Keiji Gyaban?)
  - Riffs de guitarra inicial y final se basan en "Rising Force" de Yngwie Malmsteen's
31. "Space Sheriff Sharivan" (宇宙刑事シャリバン Uchū Keiji Shariban?)
32. "Space Sheriff Shaider" (宇宙刑事シャイダー Uchū Keiji Shaidā?)
  - Incorpora el riff de guitarra de apertura de "The Trooper" de Iron Maiden's
33. "Kagaku Sentai Dynaman" (科学戦隊ダイナマン Kagaku Sentai Dainaman?)
  - Incorpora "Crazy Doctor" de Loudness's
34. "J.A.K.Q. Dengekitai" (ジャッカー電撃隊 Jakkā Dengekitai?)
35. "Advance! Goranger" (進め！ゴレンジャー Susume! Gorenjā?)
36. "Himitsu Sentai Goranger" (秘密戦隊ゴレンジャー Himitsu Sentai Gorenjā?)
37. "Amazon Rider is Here" (アマゾンライダーここにあり Amazon Raidā Koko ni Ari?)
38. "Song of Kamen Rider Stronger" (仮面ライダーストロンガーのうた Kamen Raidā Sutorongā no Uta?)
39. "Burn! Kamen Rider" (燃えろ！仮面ライダー Moero! Kamen Raidā?)
40. "Ending Theme of Animetal (The Last Lullaby)" (アニメタルのエンディング・テーマ(最期の子守唄) Animetaru no Endingu Tēma (Saigo no Komoriuta)?)

### Disco 2
1. "Meeting the Old Enemy!" (宿敵見参！ Shukuteki Kenzan!?)
2. "The Ten Swords" (The 十本刀 Za Jūppon Gatana?)
3. "Eternal Future" (永遠の未来 Towa no Mirai?)

## Créditos
- Eizo Sakamoto (坂本 英三 Sakamoto Eizō?) - Voz
- She-Ja (屍忌蛇 Shiija?) - Guitarra
- Masaki - Bajo

Con
- Katsuji - Batería
- Mie - Coros en "Advance! Goranger"